# 鈴木勝美
鈴木勝美（日语：鈴木 勝美，1956年8月5日—），日本男性配音員、旁白。出身於愛知縣。A型血。

## 經歷
俳協演劇研究所第10期出身。現所屬81 Produce（2018年5日1日加入），以前經歷Office央、Production baobab、Production★A組、ARTSVISION。
愛知學院大學文學院歷史學科畢業。現職洗足學園音樂大學講師。

## 人物、逸事
小時候的夢想是當教師，因此在大學3年級的春假，與從事老師的哥哥參加實習時看到許多學生都想從事聲優的行業。因此大學畢業之後前往東京發展，進入東京俳優生活協同組合的旗下聲優培訓學校俳協演劇研究所就學。1982年的電視動畫《超時空要塞》角色柿崎速雄是鈴木首次聲演主要人物的配音作品。
聲優培訓學校時期，為了附學費，每天過著一日僅花150元（日圓）伙食費的生活。
1993年的電視動畫《勇者特急隊》聲演反派角色搖滾歌手紫色王子時，連同本作品的片尾曲主唱也是由鈴木擔任。因此在1990年代的機器人動畫中實屬罕見，而且以「PURPLE」名義有發行單曲。
2001年8月底，松尾銀三因病驟逝之後，一些角色由鈴木繼承。
擅長方言：名古屋方言。興趣、特長：口琴。

## 演出
粗體字表示主要角色。

### 電視動畫
1982年
- 超時空要塞（柿崎速雄、瓦瑞拉·南特斯）
- 魔法公主 明琪桃子（日语：魔法のプリンセス ミンキーモモ）（1982～1992，賭徒E、機關士、探險隊員A、錄影帶店的大哥哥、夢幻電腦 等）2系列

1983年
- 銀河漂流拜法姆（接線員、游擊兵、部下、副官、士兵）

1984年
- 魔法妖精貝露莎

1985年
- 鄰家女孩（久保田、田川、審判、 等）
- 魔法之星愛美（高尾）
- 魯邦三世 PARTIII（日语：ルパン三世 PARTIII）
- 哆啦A夢 (大山羨代版)（作業人員）

1986年
- 機動戰士鋼彈ZZ（楊）
- 機器勇士（摩托機器人〈初代〉、No.2·、卡車機器人〈第4代〉、拖車機器人〈第4代〉、C、超人B、阿波羅、面具岩石、惡魔岩石）
- 機器人阿丁 (1986年版)（日语：ロボタン）

1987年
- 甜蜜公主（若旦那、電視遊戲的王子、安西）
- 超人B（日语：ウルトラB）（拉麵屋、官員）
- 超能力魔美（學生A、學生C、立野〈少年時期〉）
- 橙路（馬男）
- 狗仔爺爺 (1987年版)（日语：のらくろクン）（叔叔、黑衣男子、外人、少年A、男A、叔叔、老師、王子、狼男 等）
- 陽光普照（日语：陽あたり良好!）
- 天威勇士（ツインカムジミー、法爾康、鋼鐵鷹）
- 妙手小廚師（米本精道、解說旁白〈目黑秋刀魚（日语：目黒のさんま）〉）

1988年
- 小松君 (1988年版)（忍者、客人B、TV局員）
- 麵包超人（長老、玉子燒家老〈初代〉、卡斯提拉城料理長、蜜瓜叔叔）
- 鐵拳小子（日语：鉄拳チンミ）（修行僧A、水夫B、水兵）
- 燃燒吧！哥哥（黨羽）

1989年
- 偶像英里子傳說（伊集院、科薩金、三村 等）
- 寶馬神童（日语：青いブリンク）（牧童B）
- 昆蟲物語 孤兒哈奇 (重製版)（ハンミョウ）
- 麵包超人（ダイキンまん）
- 超時空遊俠（兵士A、監督A、部下A、老人、子分、膠帶的聲音）
- 桃太郎傳說（龜吉）
- 摔角軍團〈銀河篇〉聖戰士羅賓Jr.（日语：レスラー軍団〈銀河編〉 聖戦士ロビンJr.）（光王子·星若丸、巴特爾·德穆斯、笑美丸、水幻士）

1990年
- 偶像天使陽子（ムー、伊集院）
- NG騎士檸檬汽水&40（士兵）
- 海底兩萬哩（甲板員、Neo亞特蘭研究員、Neo亞特蘭隊長、Neo亞特蘭部下、Neo亞特蘭士兵）
- 平成天才妙老爹（日语：平成天才バカボン）（近視男子）
- 魔法天使甜蜜薄荷（日语：魔法のエンジェルスイートミント）（的聲音、照相攝影師、叔叔、青年、廣播 等）
- 至尊勇者（哈里森波）
- 羅賓漢大冒險（湯馬斯、戴維、格蘭特、哈利）

1991年
- 電腦小奇俠（日语：ゲンジ通信あげだま）（烏龍茶、草本茶、茉莉花茶、教務主任）
- 猜拳人（チョッキンパパ）
- 少年阿貝2（日语：少年アシベ）（味田）
- 丸出日太夫（巡警先生、披薩店店長、蕎麥屋、UFO、家臣A、社員B、廣播、混混A、警官、警察官、老人、廣播A、家庭教師A、初戀的恐龍、多奇的祖父、調理師）

1992年
- 元氣爆發伏魔金剛（魔界獸、超魔界獸、超魔界獸）
- 番茄十勇士（菜豆）
- 少年阿貝2（日语：少年アシベ）（旁白）
- 奧斯宇宙歷險記（日语：スペースオズの冒険）（托托、奧茲軍的將軍）
- 麵包超人（紅細菌人）
- 超電動機械人 鐵人28號FX（船員）
- 勇者傳說達鋼（雷達課員）
- 南國少年奇小邪（名古屋威洛）
- 蜜柑繪日記（林田老師、[7]）

1993年
- 可愛巧虎島（村長、機器人）
- 歡樂的楊樹鎮（日语：楽しいウイロータウン）（奈因）
- 天才！（長內邪馬門）
- 勇者特急隊（紫色王子、麥特甘納、里貝、春雄 等）
- 幽☆遊☆白書（戶愚呂〈兄〉、坂下、廣播）

1994年
- 重獲新生的機器人（日语：おまかせスクラッパーズ）（高橋）
- 銀河戰國群雄傳（裝民）
- 白雪公主的傳說（日语：白雪姫の伝説）（卡莫米爾、庫莫瑞）
- 幸運超人（爆彈超人、廚房超人）
- 忍者亂太郎（假忍蛋、家臣A、役人A）
- 霸王大系龍騎士（杜安）
- 超時空要塞7（那畢亞斯·歐吉）
- 咕嚕咕嚕魔法陣（人獸萊萊、黑子、黑暗四大天王 達特吉娃隊長、村人、薩塔）
- 美少女戰鬥隊（廣播）
- 紅色巴隆（銀行員）

1995年
- 新世紀福音戰士（委員、男、Seele的配音）
- 墮落三人組 楠屋敷的咕嚕咕嚕大人（日语：ズッコケ三人組#『ズッコケ三人組 楠屋敷のグルグル様』）（司機）
- 咚康！機器人天唐（日语：ドッカン!ロボ天どん）（由井老師）
- NINKU -忍空-（企鵝的博之[8]）
- 淘氣小愛神（習波克拉特斯）
- 酷媽寶貝蛋（屋店長、憤怒醫師）
- 宇宙小毛球（校長、凱姆根、老爺爺）
- 羅密歐的藍天（羅德里哥）

1996年
- 無家可歸的孩子蕾米（守衛、門衛）
- 蒙面俠蘇洛傳（用心棒、店主）
- 秀逗魔導士NEXT（魔人形）
- 逮捕令（藍田真一）
- 忍者亂太郎（伊賀鷲介、小坊主）
- 熱鬥小馬（老爹）
- 名偵探柯南（門口男侍）
- YAT安心！宇宙旅行（日语：YAT安心!宇宙旅行）（鄔奇）
- （羊老師）

1997年
- 吸血姬美夕（司機A）
- CLAMP學園偵探團（黑衣男子、男子、主審 等）
- 電光快車俠（300X博士、馬克斯、霹靂火神號、南海拉彼特、古達爺、銀色魔頭號、西武大將、神田峰代的父親）
- 超魔神英雄傳（テン·チョー、奇巴）
- 幸運騎士L（日语：フォーチュン・クエストL）（ア安德拉斯）
- 馬赫GoGoGo（小男）
- 名偵探柯南（長谷川）

1998年
- Weiß kreuz（前田博）
- 金田一少年之事件簿（小丑左近寺）
- 時空偵探建次君（G、工作人員）
- 青澀寶貝（導師）
- 女惡魔人（氣象主播）
- 熱沙霸王甘達拉（日语：熱沙の覇王ガンダーラ）（廣播、店長）
- 名偵探柯南（新聞主播）

1999年
- 伊索世界（蛇訓練師）
- 葛瑞哥來驚悚秀（日语：GREGORY HORROR SHOW）（青蛙占卜師、鏡子超人）
- 麻辣教師GTO（教師A、櫻田正[9]）
- 微星小超人（日语：ミクロマン・マグネパワーズ#テレビアニメ）（耕平與裕太的父親）
- （爺爺、審査員、布利吉、青蛙 等）
- 進化戰記（チカちゃん）

2000年
- 櫻花大戰 (TV動畫)
- 麵包超人（茶碗蒸麻呂）
- 向阳之树（兵隊A）
- 法布爾先生是名偵探（日语：ファーブル先生は名探偵）（小偷兄弟〈兄〉、阿爾貝爾）
- WILD ARMS ～Twilight Venom～（日语：ワイルドアームズ トワイライトヴェノム）（村長）

2001年
- 犬夜叉（爺爺〈第2代〉）
- 激鬥戰車（クラッシュリーパー）
- 名偵探柯南（細川筋男）

2002年
- 天地無用！GXP（山田西南的父親）

2003年
- L/R -Licensed by Royal-（日语：L/R -Licensed by Royal-）（巴布爾斯）
- 萬花筒之星（班·羅賓斯）
- The Big O second season（法律顧問）
- 偵探學園Q（安西國彥）

2004年
- Keroro軍曹（男子）
- 攻殻機動隊 S.A.C. 2nd GIG（船長、森）
- MONSTER（交易商）

2005年
- 今日大魔王！（繁克里夫）
- Keroro軍曹（MC）
- 交響詩篇艾蕾卡7（鄔諾）
- MONSTER（新聞記者A）
- 洛克人EXE Stream（伊旺·寇里斯基）

2006年
- 犬神！（老闆）
- 牙 -KIBA-（日语：牙 (アニメ)）（太朗、賢者）
- 絲路少年（日语：シルクロード少年 ユート）（宗福繪師）
- BLEACH（宇柿）
- Project BLUE 地球SOS（日语：Project BLUE 地球SOS）（大山金太郎、費里曼國連事務總長）

2007年
- CLANNAD（牧師）
- 獵魔戰記（士兵長）
- Keroro軍曹（廣播、村長）
- 流星洛克人Tribe（日语：流星のロックマン トライブ）（鬼）
- 悲慘世界 少女珂賽特（檢察官）

2008年
- 我們這一家（紳士、叔叔、電視的聲音、行商人、站長）
- 蠟筆小新（醫生、紳士）
- 忍者亂太郎（手潟潔齋、家老）
- 旁邊的兒童 我的火腿組（日语：はたらキッズ マイハム組）（入平次）
- 發現·體驗·我喜歡巧虎！（玉）
- 秘密 ～The Revelation～（狹川修平）

2009年
- 我們這一家（唐澤老師〈第2代〉）
- 犬夜叉 完結篇（爺爺）
- 閃亮雙胞胎（老爺爺A）
- 蒼天航路（阿政）
- 洋葱和尚朝太郎（日语：ねぎぼうずのあさたろう）（黑豆的龍藏）
- 發現·體驗·我喜歡巧虎！（博士）

2010年
- Keroro軍曹（土井中村村長）
- 閃亮雙胞胎（執事、審判）
- 哆啦A夢 (水田山葵版)（計程車司機、案內機器人）

2011年
- 蠟筆小新（老伯、人群）

2012年
- 忍者亂太郎（山伏）
- 名偵探柯南（谷中篤）
- ONE PIECE（奴爾）

2014年
- 蠟筆小新（教官）
- ONE PIECE（假面男子〈CP-0〉[10]）

2015年
- 蠟筆小新（主人）
- 哆啦A夢 (水田山葵版)（老師）
- 名偵探柯南（松原明）

2016年
- 蠟筆小新（店主）
- 槍彈辯駁3 -The End of 希望峰學園- 絶望篇（評論人員）
- 哆啦A夢 (水田山葵版)（師傅）
- 春&夏推理事件簿 ～春太與千夏的青春～（スケキヨ）
- ONE PIECE 特別篇 ～黃金之心～（CP-0）

2018年
- 弦音－風舞高中弓道部－（2018～2019，森岡富男）

2019年
- 胡蝶綺 ～少年信長～（今川義元）

2020年
- 動物新世代 BNA（真垣晃弘）
- 半妖的夜叉姬（祖父）

2021年
- 燒窯的話也要馬克杯（青木十兵衛）

### 電影動畫
1984年
- 超時空要塞：愛，還記得嗎？（柿崎速雄）

1986年
- 鄰家女孩：沒有背號的王牌投手（壘審）
- 鄰家女孩2：再見的禮物（三原）
- 魔物語 愛的貝蒂（日语：魔物語 愛しのベティ）

1987年
- 鄰家女孩3：在你離開之後（久保田）

1990年
- （警官）

1992年
- 千本松原 與河流生活的少年們（日语：せんぼんまつばら 川と生きる少年たち）（御手傳方）

1993年
- 獸兵衛忍風帖（村人[11]）
- 幽☆遊☆白書：夜叉的陰謀（ジュガン）

1995年
- MEMORIES「大砲之街」（士兵）

1996年
- 劇場版 咕嚕咕嚕魔法陣（黑暗四大天王 達特吉娃隊長）

1997年
- 幕末的謝謝（日语：幕末のスパシーボ）（久藏）

1998年
- 轟天高校生（理德保依）

1999年
- 微星小超人：大激戰！微星小超人VS最強戰士戈爾貢（日语：ミクロマン・マグネパワーズ#劇場版）

2001年
- 犬夜叉：跨越時代的思念（爺爺〈第2代〉）

2003年
- 犬夜叉：天下霸道之劍（爺爺）

2007年
- 鐵人28號：白晝的殘月（秘書）

### OVA
1986年
- 超時空羅曼藝術 SAMY MISSING 99（日语：超時空ロマネスク SAMY MISSING・99）（魔物·男C）
- 閃耀之心 到達不了銀河系（日语：トゥインクルハート 銀河系までとどかない）（士兵）

1987年
- 夢幻獵人麗夢III 夢隱 無頭武者傳說（日语：ドリームハンター麗夢）（行商商人）
- 魔女俱樂部4人组 來自亞空間的外星人X（日语：ぴえろ魔法少女シリーズ）（代表B）

1988年
- 小助與力丸 -高平島的龍-（日语：小助さま力丸さま -コンペイ島の竜-）（村人、部下）
- 燃燒吧！哥哥（日语：燃える!お兄さん）（店員、見世物屋）

1989年
- 妙齡女大亨（日语：クレオパトラD.C.）（隊員、技師）
- 神州魑魅變（日语：神州魑魅変）（武士B）
- 超獸機神斷空我 白熱之終章（接線員A、機師）
- 星貓滿屋
- RHEA GALL FORCE（日语：ガルフォース）（里霍克）
- 力王 RIKI-OH 等括地獄（谷本）

1990年
- 賽車場之狼II 莫戴娜之劍（日语：サーキットの狼II モデナの剣）（暴走族A）
- 羅德斯島戰記（村人）
- 頑皮大師（同僚）

1991年
- 一本包丁滿太郎（日语：一本包丁満太郎）（老爹店主）
- 奇兵大冒險 風之塔（手下A）
- 機動戰士鋼彈0083：Stardust Memory（聯邦高官A）
- 銀河英雄傳說（莫爾特中將）
- 硬派銀次郎（日语：硬派銀次郎）（導師）
- 夢回綠園（盆田、教師）
- 魍魎戰記MADARA（日语：魍魎戦記MADARA）（士兵）

1992年
- Wolf Guy ～狼的紋章～（日语：ウルフガイ）（虎五）
- 世界之光 親鸞聖人（日语：世界の光 親鸞聖人）（僧、善惠房、平太、多作、唯圓房）
- 絕愛 -1989-（日语：絶愛-1989-）（泉拓人的父親）
- 遊（橫山組長）
- 超時空要塞II 再愛一次
- Hard&Loose ～私立偵探 土岐正造的麻煩記事～（日语：ハード&ルーズ）（巴登）
- 萬能文化貓娘（男子A）

1993年
- 偶像防衛隊（伊集院）
- 我是大哥大!!（店長）
- 時間飛船王道復古（日语：タイムボカン王道復古）（上班族、客人）
- 妖世紀水滸傳 -魔星降臨-（日语：妖世紀水滸伝）（朱鷺武）

1994年
- I·R·I·A ZEIRAM THE ANIMATION（日语：I・R・I・A ZEIRAM THE ANIMATION）（擔任官員）
- THE Rapeman（日语：THE レイプマン）（和雄）
- BOUNTY DOG/獵殺月球（日语：BOUNTY DOG/月面のイブ）（康斯坦社廣報部長[12]）

1996年
- KI·ME·RA（獵人）
- 紺碧艦隊（山內大介）
- 宇宙戰艦山本洋子（丹迪鈴木）

1997年
- 魔法王國的俏皮小公主（日语：でたとこプリンセス）（手下B）
- 真奈美&奈美 SPRITE（日语：SPRITE (漫画)）

2000年
- 紺碧艦隊（室生直毅）

2002年
- 洛克人 向星星許願（艾迪）

### 遊戲
1993年
- 幽☆遊☆白書（戶愚呂〈兄〉、凍矢）[注 1]
- 幽☆遊☆白書 闇勝負!! 暗黑武術會（日语：幽☆遊☆白書 闇勝負!!暗黒武術会）（戶愚呂〈兄〉、凍矢）

1994年
- 幽☆遊☆白書 特別篇（戶愚呂〈兄〉、凍矢）
- 幽☆遊☆白書 魔強統一戰（戶愚呂〈兄〉）

1995年
- PHILOSOMA（日语：フィロソマ (シューティングゲーム)）（D-3）

1997年
- 迪迪金剛賽車（日语：ディディーコングレーシング）（迪迪金剛（日语：ディディーコング））

1998年
- （傑瑞·O）
- 新世代機器人戰記（日语：新世代ロボット戦記ブレイブサーガ）（麥特甘納）

1999年
- 袋狼大進擊賽車（里帕·路）
- 大金剛64（迪迪金剛）

2000年
- 超級機器人大戰α（柿崎速雄、傑特拉兵）
- 新世代機器人戰記2（日语：ブレイブサーガ2）（麥特甘納）
- 女神異聞錄2 罰（史托卡）
- 羅賓·勞合的冒險（巴特勒）

2001年
- 機甲兵團 J-PHOENIX（日语：機甲兵団 J-PHOENIX）（紀伯遜·杜納特羅）
- 超級機器人大戰α外傳（柿崎速雄）
- 超級機器人大戰α for Dreamcast（柿崎速雄、傑特拉兵）
- （星人）

2003年
- 葛瑞格利驚悚秀（青蛙占卜師）
- 超時空要塞（柿崎速雄、瓦瑞拉、廣播）
- 超級大金剛（迪迪金剛）[注 2]

2004年
- 超級大金剛2（迪迪金剛）[注 2]
- 大金剛 叢林節奏（キッキ）
- 大金剛鼓2 勁歌大會（迪迪金剛）
- 瑪利歐網球GC（迪迪金剛）

2005年
- 超級大金剛3（迪迪金剛）[注 2]
- 超級瑪利歐棒球（日语：スーパーマリオスタジアム ミラクルベースボール）（迪迪金剛）
- 魔幻戰士（海頓教授）
- 第3次超級機器人大戰α 終焉之銀河（柿崎速雄）
- 大金剛3 盡情享用！新春50首歌曲♪（迪迪金剛）
- 幽☆遊☆白書FOREVER（日语：幽☆遊☆白書FOREVER）（戶愚呂〈兄〉）

2006年
- 瑪利歐籃球 3對3鬥牛賽（迪迪金剛）
- Wi-Fi對應 役滿DS（日语：役満DS）（迪迪金剛）

2007年
- THE BATTLE OF 幽☆遊☆白書 ～死鬥！暗黑武術會～ 120%（戶愚呂〈兄〉）
- 死角偵探 空之世界 ～Thousand Dreams～（樫埜新一）
- 新世紀勇者大戰（日语：新世紀勇者大戦）（麥特甘納）
- 超級機器人大戰Scramble Commander the 2nd（日语：スーパーロボット大戦Scramble Commander the 2nd）（柿崎速雄）
- 魂之搖籃 侵蝕世界者（基修他爾、伊普斯）
- 迪迪金剛賽車DS（日语：ディディーコングレーシングDS）（迪迪金剛）
- 大金剛叢林攀爬高手（日语：ドンキーコング ジャングルクライマー）（迪迪金剛）
- 大金剛噴射木桶賽（日语：ドンキーコング たるジェットレース）（迪迪金剛）
- 瑪利歐足球前鋒Charged（日语：マリオストライカーズ チャージド）（迪迪金剛）
- 瑪俐歐派對DS（日语：マリオパーティDS）（迪迪金剛）

2008年
- 超級瑪利歐棒球場 家庭棒球（日语：スーパーマリオスタジアム ファミリーベースボール）（迪迪金剛）
- 超級機器人大戰A PORTABLE（木連兵+）
- 超時空要塞 邊疆王牌（日语：マクロスエースフロンティア）（柿崎速雄）

2009年
- 超級機器人大戰NEO（日语：スーパーロボット大戦NEO）（邪龍兵）
- 超時空要塞 終極邊疆（日语：マクロスアルティメットフロンティア）（柿崎速雄）
- 瑪利歐賽車Wii（迪迪金剛）

2010年
- 大金剛再起（迪迪金剛、史廓克）
- MARIO SPORTS MIX（迪迪金剛）

2011年
- 人生街道Wii（日语：いただきストリートWii）（迪迪金剛）
- 超時空要塞 三角邊疆（日语：マクロストライアングルフロンティア）（柿崎速雄）

2012年
- 瑪利歐派對9（迪迪金剛）
- 瑪利歐網球公開賽（日语：マリオテニス オープン）（迪迪金剛）

2013年
- 超級機器人大戰Operation Extend（邪龍兵）
- 大金剛再起3D（迪迪金剛、史廓克鸚鵡）

2014年
- 大金剛 熱帶急凍 (Wii U版)（迪迪金剛、史廓克鸚鵡、狒狒兄弟）
- 瑪利歐高爾夫 世界巡迴賽（日语：マリオゴルフ）（迪迪金剛）

2016年
- 瑪利歐&音速小子 AT 里約熱內盧奧運（日语：マリオ&ソニック AT リオオリンピック）（迪迪金剛）

2017年
- 超級機器人大戰V（麥特甘納、帕普爾、里貝）
- 瑪利歐體壇超明星（迪迪金剛、史廓克鸚鵡、狒狒兄弟）

2018年
- 超級機器人大戰X（麥特甘納、帕普爾、里貝）
- 大金剛 熱帶寒流 (Nintendo Switch版)（迪迪金剛、史廓克鸚鵡、狒狒兄弟）
- 幽☆遊☆白書 100％認真戰鬥（戶愚呂〈兄〉）

2019年
- 超級機器人大戰T（麥特甘納、里貝）
- 瑪利歐賽車巡迴賽（迪迪金剛）
- 瑪利歐與音速小子在東京2020奧運會（迪迪金剛）

### 廣播劇CD
- 愛我就是要說出來。（日语：晴天なり。）（信夫悠二的父親）
- 夢回綠園（楠野、齊木）
- 3×3 EYES（張的部下A）
- 快打旋風ZERO2外傳 最危險的女高中生·櫻（五十嵐）
- 創龍傳（知事、偽警官、狐面男子）
- 魂之搖籃 侵蝕世界者 廣播劇CD ～宮廷魔術師ヨードの華麗なる！大冒険～（伊普斯）
- 龍騎士團 風龍篇（賣鳥商）
- 流行之神 廣播劇CD「怪異事件檔案」
- 咕嚕咕嚕魔法陣 廣播劇CD ～大迷惑！熱血妖精的報恩～（人獸萊萊）
- 出雲傳奇 怨殺風陣（日语：八雲立つ#ドラマCD）（製作人）
- 勇者特急隊（紫色王子）

### 外語配音

#### 電影
- 少林三十六房
- 煉獄（英语：The Burning (film)） ※富士電視台版[注 3]。
- 越戰創傷（英语：Casualties of War） ※VHS、DVD版。
- 靈異入侵
- 贖罪（英语：Day of Atonement (film)）（Sammy〈Jean-Claude de Goros〉）
- 天堂之日
- 春風化雨 ※影碟版。
- 截殺威龍（英语：Death Warrant (film)） ※日本電視台版。
- 猛龍怪客3 ※朝日電視台版。
- 突擊金三角2（英语：Delta Force 2: The Colombian Connection）
- 終極警探（Uli〈Al Leong〉）※富士電視台版[注 4]。
- 終極警探2 ※富士電視台版。
- 愛情終結者2（英语：Exterminator 2）（麥克斯〈傑西·阿拉貢〉）
- 第一滴血 ※日本電視台舊錄製版。
- 亡命夜巴黎（英语：Frantic (film)） ※朝日電視台版。
- 異形附身
- 終極神鷹（英语：Hudson Hawk）（其他角色）※日本電視台、朝日電視台版／（奇·凱特）※VHS、DVD版。
- 鐵鷹戰士（英语：Iron Eagle）（雷吉〈拉里·B·斯科特（英语：Larry B. Scott）〉）※TBS版。
- 絕對目標－豺狼末日 ※影碟版。
- 誰殺了甘迺迪 ※VHS、LD版。
- 支手轟天（英语：Joshua Tree (1993 film)）
- 最後的審判（英语：Le Grand Pardon 2）（Raphaël Atlan〈Lucien Layani〉）
- 致命武器2（Eddie Estaban〈Nestor Serrano〉）※TBS版。
- 決勝時空戰區（Blade〈Anthony De Longis〉）※朝日電視台版。
- 火魔戰車（英语：Maximum Overdrive） ※東京電視台版。
- 密西西比在燃燒 ※VHS、DVD版。
- Mystery on Monster Island（西班牙语：Misterio en la isla de los monstruos）（Croft）※富士電視台版。
- 巡弋飛彈（揚聲器的聲音）※富士電視台版。
- 新惡魔島（英语：New Alcatraz）（Kelly Mitich〈Dana Ashbrook〉）
- 夜襲曼哈頓
- 血的遊戲（英语：No Retreat, No Surrender） ※日本電視台版。
- 黃飛鴻之二：男兒當自強 ※VHS、BD版。
  - 少年黃飛鴻之鐵馬騮 ※VHS版。
- 王牌罪犯（英语：Ordinary Decent Criminal）（史蒂夫〈彼得·穆蘭〉）
- 週末大行動（英语：The Osterman Weekend (film)）
- 驚爆點（英语：Point Break） ※影蝶版。
- 警察故事（Franky刑事）※富士電視台版。
- 終極戰士2（Garber〈Adam Baldwin 飾演〉）※朝日電視台版。
- 青蛙王子（英语：Prince Charming (2001 film)）（Rodney〈馬丁·肖特〉）
- A計劃 ※朝日電視台版。
- 紅蠍星（英语：Red Scorpion） ※影碟版。
- 第三類終結者（英语：The Relic (film)）（Bailey〈Tico Wells〉）
- 保送入學（英语：Risky Business）（Miles Dalby〈Curtis Armstrong〉）
- 魔鬼阿諾 ※朝日電視台版。
- 少林木人巷（趙、使用人）※日本電視台版。
- 辛巴達穿破猛虎眼（英语：Sinbad and the Eye of the Tiger） ※朝日電視台版。
- 晶兵總動員（Slamfist〈Christopher Guest〉）※DVD版。
- 星際大戰系列（Nute Gunray貿易聯邦總督）
  - 星際大戰1：威脅潛伏
  - 星際大戰2：複製人全面進攻
  - 星際大戰3：西斯的復仇
  - 星際大戰4：曙光乍現
- Strike Commando（英语：Strike Commando）
- 探戈與金錢（英语：Tango & Cash）（Skinner〈Michael Jeter〉）※VHS、DVD、BD版。
- 德州游俠（英语：Texas, Adios） ※東京電視台版[注 5]。
- 你逃我也逃（男1、男2、Max、德國兵8、德國兵13、警備隊員2）※TBS版[注 5]。
- 魔鬼戰將 ※DVD版。
- 殺無赦 ※朝日電視台版。
- 太空吸血鬼（英语：Vampirella）
- 威探闖通關（油膩〈查爾斯·弗萊徹（英语：Charles Fleischer）〉、兔巴哥 等）

#### 電視影集
- 飛越比佛利
- 大物
- 花樣男子（牧野晴男〈安奭奐〉）
- 鑽石女郎（英语：Designing Women）（Malcolm Box〈Tracey Walter〉）
- 恐龍家族（英语：Dinosaurs (TV series)）（Blarney）
- 歡樂家庭（Harry Little、Laurel）
- 執法悍將 (第2季)（伊藤）
- 金剛戰士（Alpha 5〈初代〉、Squat〈初代〉、Megazord〈初代〉 等）
- 新虎膽妙算
- 今夜布偶秀（英语：Muppets Tonight）（吉爾伯特·戈特弗里德[注 6]）
- 法網豪情（Richard Bay〈Jason Kravits〉）
- 偽裝者（Steven Johnson ）
- 三國演義（張翼、宗正卿）※NHK-BS2版。
- 銀河飛龍（Letek、Bractor、Quark〈Armin Shimerman〉）
- 兩小無猜（Ricky Halsenbach〈Scott Nemes〉）

#### 動畫
- Ant & Aardvark
- Bamboo Bears（Rats、Number 3）
- 蝙蝠俠（Ted Dimer／爆彈魔）
- 膽小狗英雄（フジッティ）
- 雞與牛（沒穿褲子先生、弗萊姆）
- 德克斯特的實驗室（Mandark）
- 唐老鴨俱樂部（Babyface Beagle〈Terry McGovern〉）※東京電視台、萬代版。
- 大英雄（Tripwire〈Rob Paulsen〉）
- 正義聯盟（情侶男性）
- 飛天小女警（市長、他、Ace）
- 傑克武士（Roosi）
- 晶兵總動員（Slamfis〈Christopher Guest〉）※DVD版。
- 坐坐鴨（英语：Sitting Ducks (TV series)）（Waddle）
- 星際大戰：複製人之戰（紐特·岡雷總督〈湯姆·肯尼〉）
- 傻大貓與崔弟的懸疑劇場（英语：The Sylvester & Tweety Mysteries）
- Toonsylvania（英语：Toonsylvania）
- 變形金剛（阿積、銀霹靂、迷亂疾風）※未播出。
- 酷狗寶貝之魔兔詛咒（艾伯特·麥金托什警員〈彼德·凱（英语：Peter_Kay）〉）
- 瓦特希普高原（蒲公英）
- Yin Yang Yo！（英语：Yin Yang Yo!）（赫曼〈大衛·伯尼（英语：David Berni）〉）

### 音樂CD
- Black diamond－PURPLE名義

### 廣播節目
- 話說之旅（日语：おはなしの旅）（NHK第2廣播）－朗讀

### 有聲書
- 人類衰退之後 1～2（2019年[13]－2020年，祖父[14]）

### 角子機
- （惡屋頭目）
- 赤 雅（惡屋頭目）

## 腳註

## 外部連結
- 鈴木勝美 （页面存档备份，存于） （日語）—81 Produce公式官網